# تريسي دونكان
تريسي دونكان (بالإنجليزية: Tracy Duncan)‏ هي مجدفة كندية، ولدت في 12 نوفمبر 1971 في وينيبيغ في كندا.

## وصلات خارجية
- تريسي دونكان على موقع الاتحاد الدولي للتجديف (الإنجليزية)
- تريسي دونكان على موقع اللجنة الأولمبية الدولية (الإنجليزية)
- تريسي دونكان على موقع أوليمبيديا (الإنجليزية)
- تريسي دونكان على موقع اللجنة الأولمبية الكندية (الإنجليزية)